# Натан Коллінз
Натан Майкл Коллінз (англ. Nathan Collins, нар. 30 квітня 2001, Лейксліп) — ірландський футболіст, захисник англійського клубу «Вулвергемптон».
Виступав, зокрема, за клуби «Сток Сіті», «Бернлі», а також національну збірну Ірландії.

## Клубна кар'єра
Народився 30 квітня 2001 року в Лейксліпі. Вихованець юнацьких команд футбольних клубів «Черрі Орчард» та «Сток Сіті».
У дорослому футболі дебютував 2019 року виступами за команду «Сток Сіті», в якій провів два сезони, взявши участь у 39 матчах чемпіонату. 
До складу клубу «Бернлі» приєднався 2021 року. Станом на 2 червня 2022 року відіграв за клуб з Бернлі 19 матчів в національному чемпіонаті.

## Виступи за збірні
У 2016 році дебютував у складі юнацької збірної Ірландії (U-17), загалом на юнацькому рівні взяв участь у 22 іграх.
З 2019 року залучався до складу молодіжної збірної Ірландії. На молодіжному рівні зіграв у 4 офіційних матчах.
У 2021 році дебютував в офіційних матчах у складі національної збірної Ірландії.

## Статистика виступів

### Статистика клубних виступів
Станом на 2 жовтня 2021
| Сезон                 | Команда               | Чемпіонат             | Чемпіонат | Чемпіонат | Національний кубок | Національний кубок | Національний кубок | Континентальні кубки | Континентальні кубки | Континентальні кубки | Інші змагання | Інші змагання | Інші змагання | Усього | Усього |
| Сезон                 | Команда               | Ліга                  | Ігор      | Голів     | Ліга               | Ігор               | Голів              | Ліга                 | Ігор                 | Голів                | Ліга          | Ігор          | Голів         | Ігор   | Голів  |
| --------------------- | --------------------- | --------------------- | --------- | --------- | ------------------ | ------------------ | ------------------ | -------------------- | -------------------- | -------------------- | ------------- | ------------- | ------------- | ------ | ------ |
| 2018–19               | «Сток Сіті»           | ЧФЛ                   | 3         | 0         | КА+КЛ              | 0+0                | 0                  | -                    | -                    | -                    | -             | -             | -             | 3      | 0      |
| 2019–20               | «Сток Сіті»           | ЧФЛ                   | 14        | 0         | КА+КЛ              | 1+2                | 0                  | -                    | -                    | -                    | -             | -             | -             | 17     | 0      |
| 2020–21               | «Сток Сіті»           | ЧФЛ                   | 22        | 2         | КА+КЛ              | 1+4                | 0                  | -                    | -                    | -                    | -             | -             | -             | 27     | 2      |
| Усього за «Сток Сіті» | Усього за «Сток Сіті» | Усього за «Сток Сіті» | 39        | 2         |                    | 5                  | 0                  |                      | -                    | -                    |               | -             | -             | 44     | 2      |
| 2021–22               | «Бернлі»              | ПЛ                    | 1         | 0         | КА+КЛ              | 0+2                | 0                  | -                    | -                    | -                    | -             | -             | -             | 3      | 0      |
| Усього за кар'єру     | Усього за кар'єру     | Усього за кар'єру     | 40        | 2         |                    | 7                  | 0                  |                      | -                    | -                    |               | -             | -             | 47     | 2      |